# Culture dans l'Indre
Cet article traite de la culture dans le département de l'Indre situé en région Centre-Val de Loire. La principale ville et préfecture est Châteauroux.

## George Sand

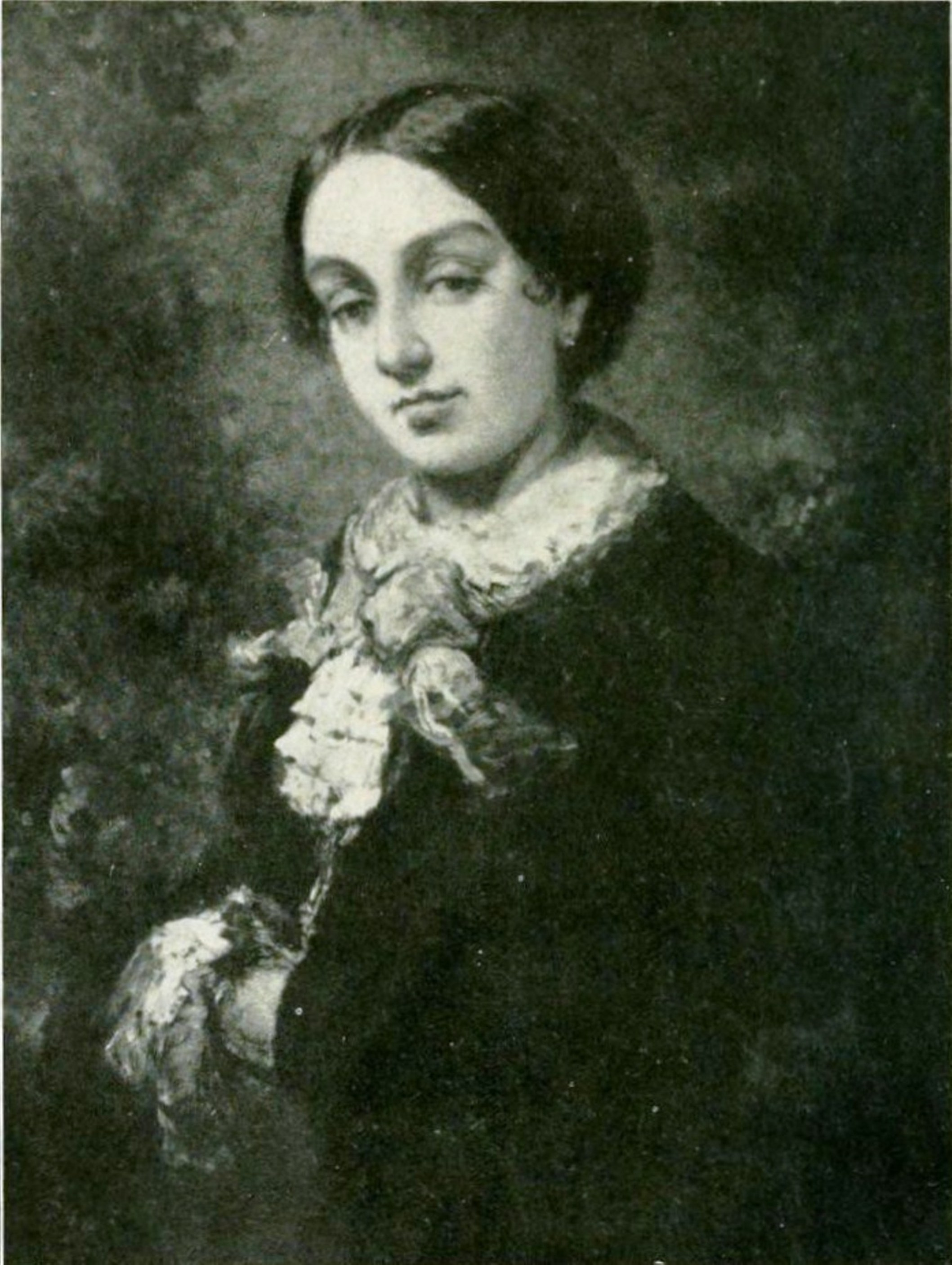
George Sand par Jean-Baptiste Isabey, vers 1835.

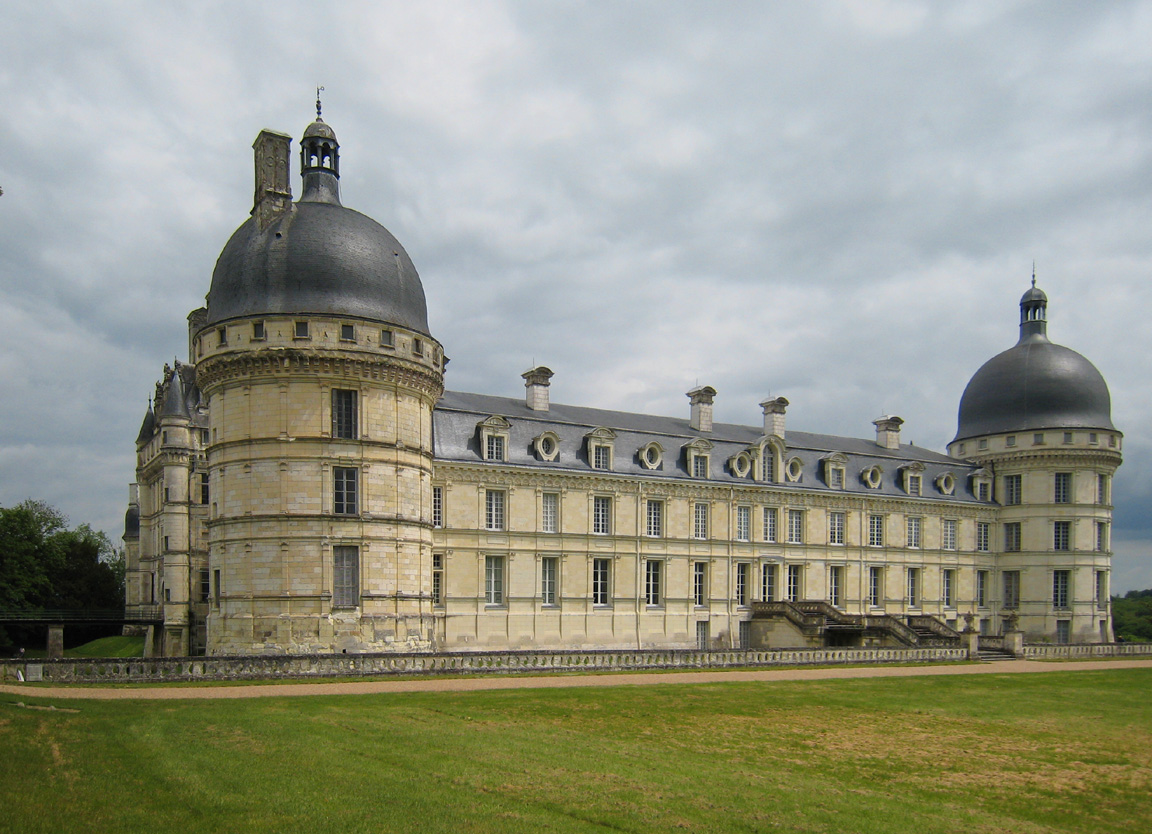
Château de Valençay.

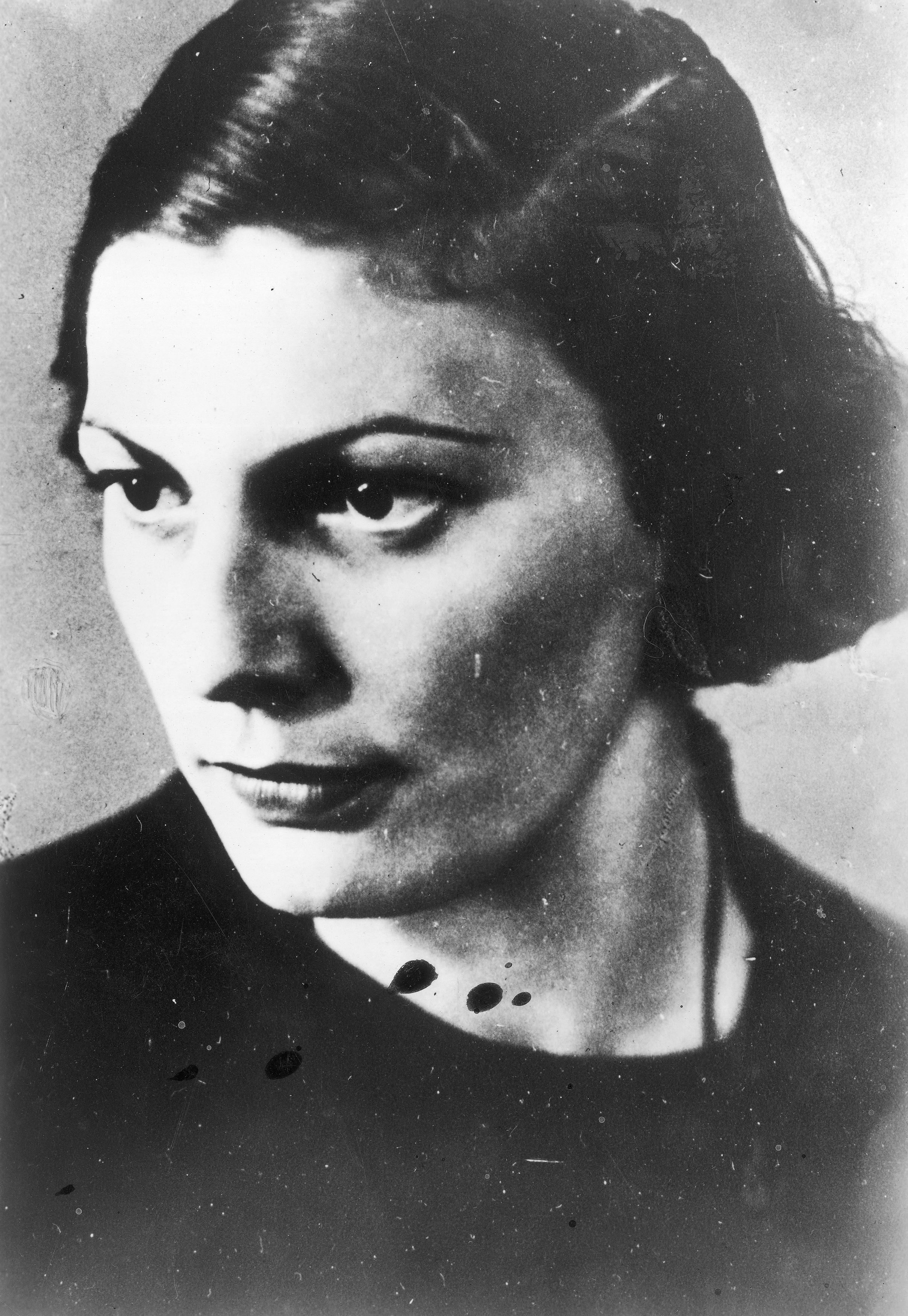
Raymonde Vincent, prix Fémina 1937.

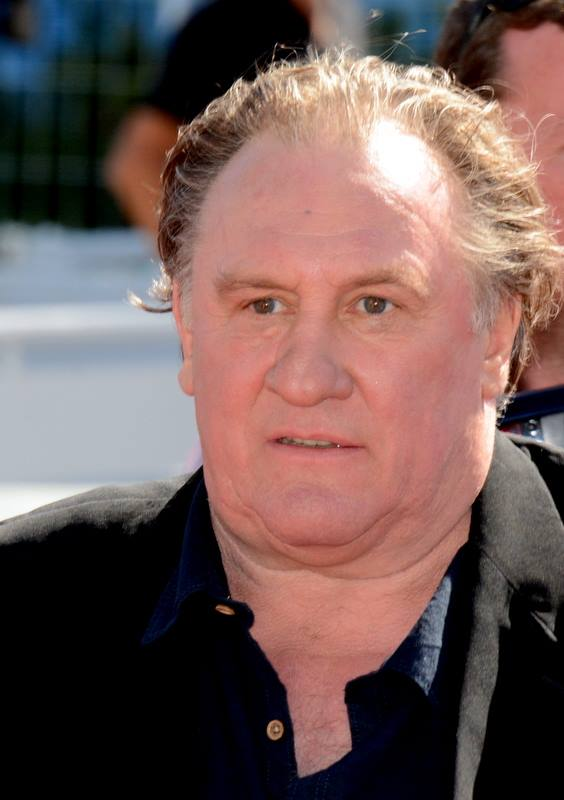
Gérard Depardieu en 2015.

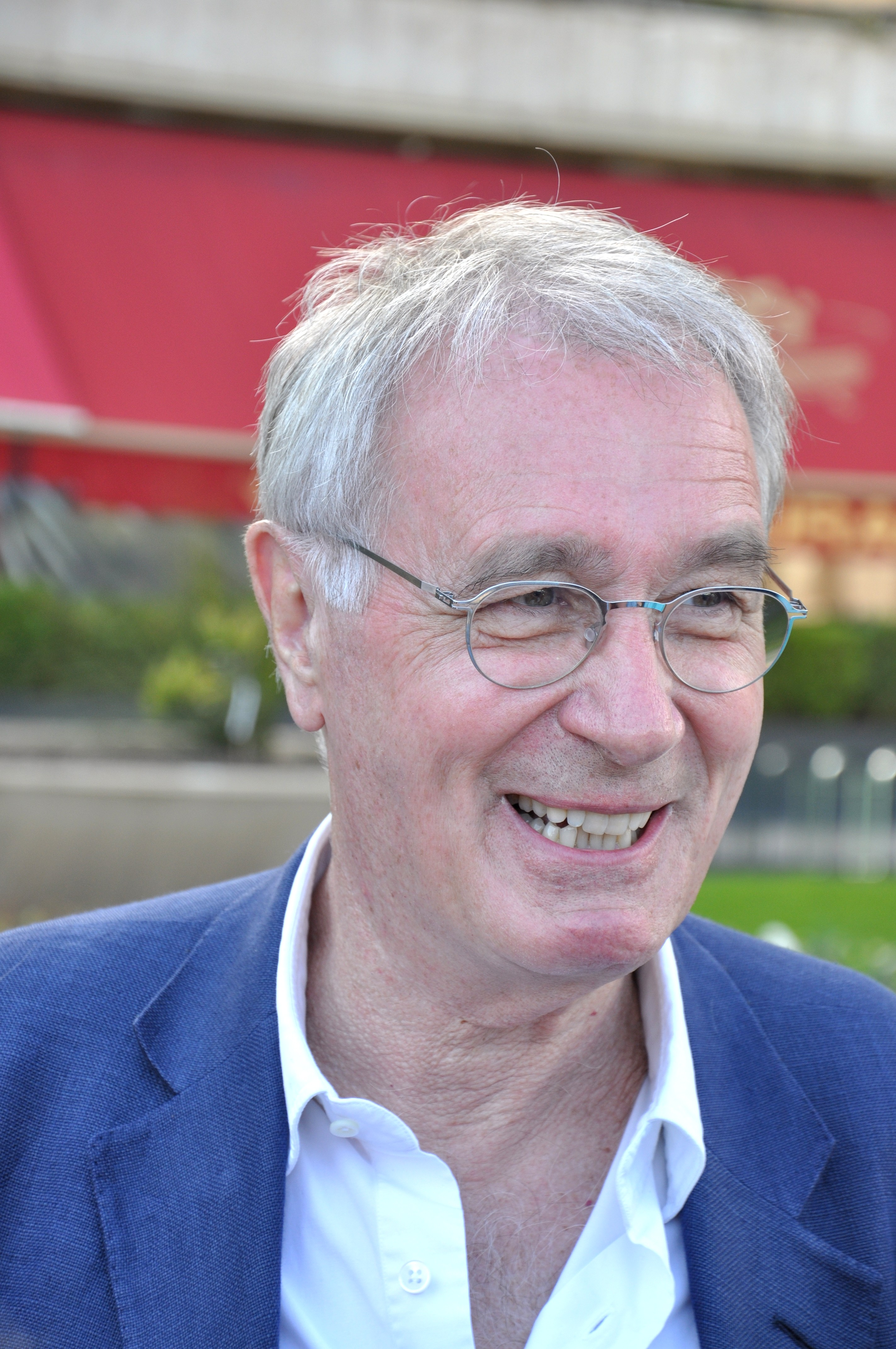
Bernard Le Coq en 2013.

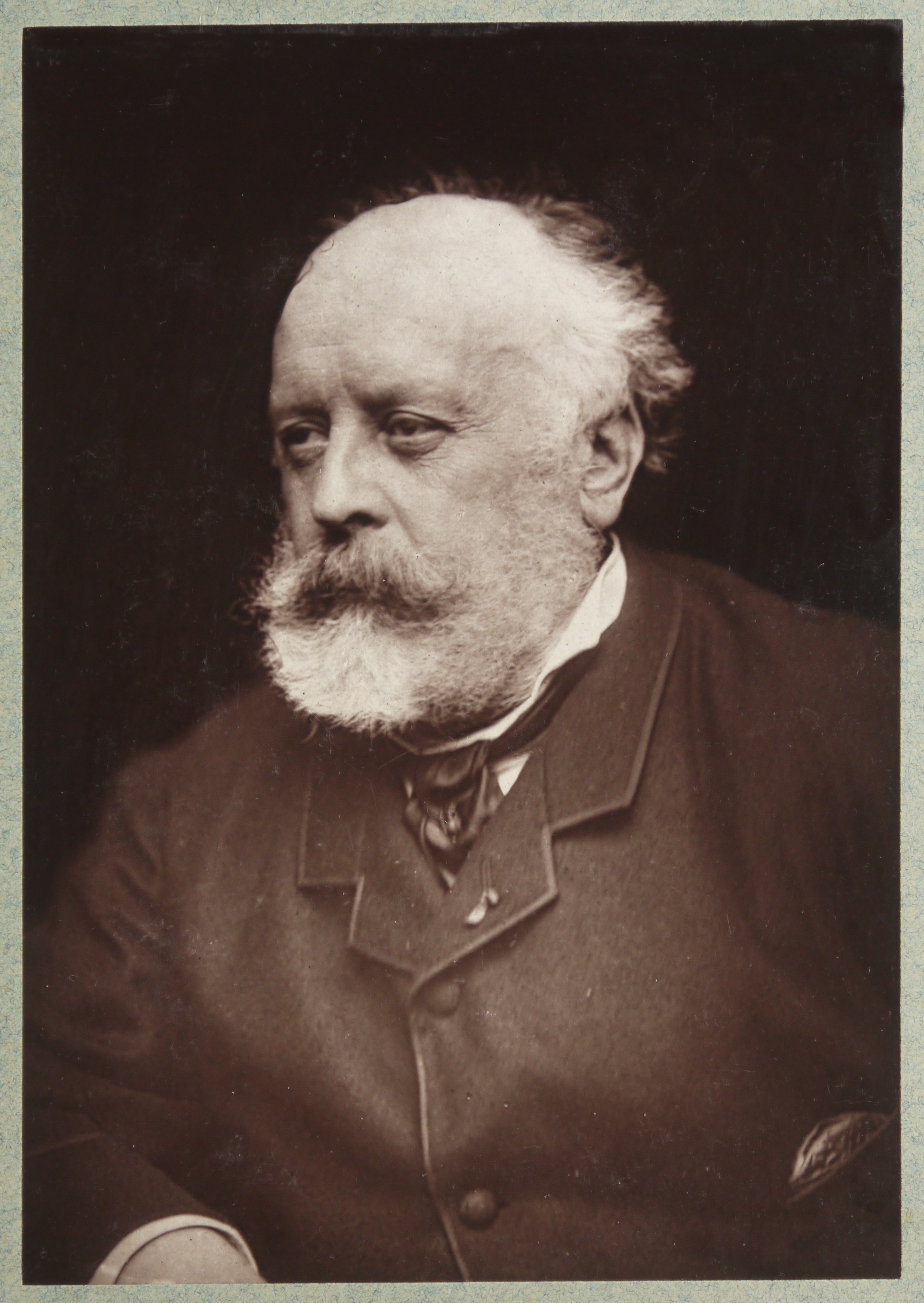
Évariste-Vital Luminais en 1885.

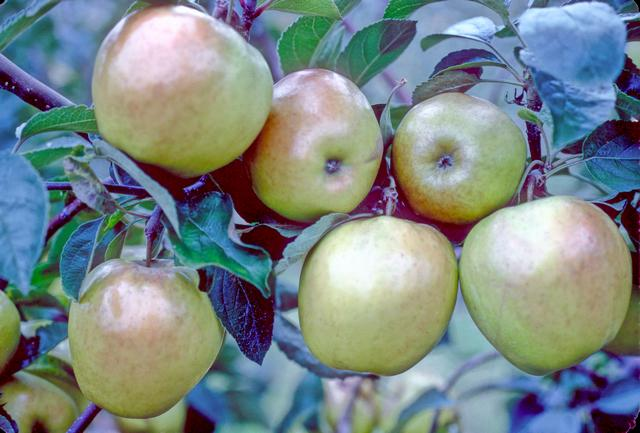
Pomme belle-fleur de Saint-Benoît.

L'Indre est le pays de George Sand (1804-1876) et il nourrit la plupart de ses romans.
Elle a habité à Nohant qui est devenu, par ses nombreux contacts artistiques et politiques « le centre culturel de la France » principalement pendant les crises politiques et sociales de 1848 à 1870.
La Châtre possède un musée « George Sand ».

## Spectacle vivant

### Festivals
- Stage-festival international de Châteauroux pour la danse, le chant et la comédie créé en 1976.
- Le Son continu consacré aux musiques et danses traditionnelles avec un salon de la lutherie traditionnelle, en juillet au Château d'Ars à Lourouer-Saint-Laurent, créé en 1976 sous une autre appellation.
- Festival de Nohant pour la musique classique romantique créé en 2010.

## Patrimoine

### Musées
- Musée Bertrand, beaux-arts, histoire et archéologie, à Châteauroux
- Musée archéologique de Saint-Marcel
- Musée de l'automobile de Valençay
- Musée de l'Hospice Saint-Roch

## Littérature
Si George Sand est emblématique de l'Indre, née cependant à Paris, il faut également relever :
- Auteurs nés dans l'Indre : Jules de Vorys (1838-1928), Adolphe Combanaire (1859-1939), Gabriel-Albert Aurier (1865-1892), Joseph Ageorges (1877-1957), Gabriel Nigond (1877-1937), Lionel Nastorg (1881-1940), Marc Michon (1893-1982), Raymonde Vincent (1908-1985) Prix Femina 1937, Henri Plisson (1908-2002), Suzanne Allen (1920-2001), Henri Pichette (1924-2000), Rolland Hénault (1940-2017), Jack Claude Nezat (1943) ; Gérard Coulon (1945), Sylvie Germain (1954), Christine Angot (1959)...
- Auteurs venus dans l'Indre dont une partie des œuvres traite du département : Prosper Blanchemain (1816-1879), Émile Jacob, pseudonyme Hector de Corlay (1867-1953).

## Folklore berrichon
- Poètes et chansonniers : Joseph Barbotin (1847-1918), Jean-Louis Boncœur (1911-1997), Pascal Pauvrehomme (1955)

## Chant
- Claude Vinci (1932-2012), chanteur et parolier.

## Musique
- Félicien Chadeigne (1848-1925), compositeur et chef d'orchestre ; Émile Goué (1904-1946), compositeur ;
- Henri Renaud (1925-2002) pianiste de jazz ;
- Groupe rock : Zéro de conduite de 1981 à 1988, Swans on the Groove (funk rock),

## Danse
- Emmanuelle Huynh (1963) ;

## Sculpture
- Sculpteurs nés dans l'Indre : Pierre-Sébastien Guersant (1789-1853), Ernest Nivet (1871-1948), Richard Dufour (1888-1959),
- Sculpteurs installés dans l'Indre :

## Peinture et gravure
- Peintres nés dans l'Indre : Just Veillat (1813-1866), Marguerite Pinès de Merbitz (1845-1931), Joseph Apoux (1846-1910), Jean Brunet (1849-1917), Fernand Maillaud (1862-1948), Paul Rue (1866-1954), André des Gachons (1871-1951), Bernard Naudin (1876-1946), Antony Troncet (1879-1939), Raoul Adam (1881-1948), Laurence Delobel-Faralicq (1882-1973), Louis Moreau (1883-1958), Paul Surtel (1893-1985); Hélier Cosson (1897-1976); Solange Christauflour (1899-1952)
- Peintres ayant des œuvres relatives à l'Indre : Évariste-Vital Luminais (1821-1896) ; Jorge Carrasco (1919-2006)...
- Vitraux : Guillaume de Marcillat (vers 1470-1529) ; Dettviller et Tillier

## Photographie
- Jenny de Vasson (1872-1920) ; Robert Thuillier (1910-2004) ; Fernand Michaud (1929-2012) ; Jean-Baptiste Huynh (1966)

## Théâtre, cinéma et télévision
- Liste de films tournés dans le département de l'Indre avec notamment Jour de fête par Jacques Tati en 1949 ; La Vouivre par Georges Wilson en 1989 ;
- Acteurs nés dans l'Indre : Blanche d'Antigny (1840-1874) ; Michel Nastorg (1914-1984) ; Gérard Depardieu (1948) ; Bernard Le Coq (1950) ; Denis Gravereaux (1961-2013) ; Jean-Christian Fraiscinet (1965) ...
- Acteurs ayant vécu dans l'Indre :
- Producteurs, réalisateurs... :
- Auteurs de théâtre : Léon Pournin (1841-1903) ;

## Gastronomie
Diverses variétés locales de fruits (pommes, cerises, poires) sont présentes dans l'Indre, comme la pomme belle-fleur de Saint-Benoît (Saint-Benoît-du-Sault) ou la célèbre poire Curé découverte en 1760 par André Leroy, curé de Villiers-en-Brenne ...

## Entreprises du patrimoine vivant
Entreprise du patrimoine vivant est un label officiel français, créé en 2005, délivré sous l'autorité du ministère de l'Économie et des Finances, afin de distinguer des entreprises françaises aux savoir-faire artisanaux et industriels jugés comme d'excellence. 
- Jourdant, à Dun-Le-Poëlier : outils aratoires.
- Roger Pradier, à Saint-Maur : luminaires d'extérieur haut de gamme, depuis 1910.